# 무라타 가즈히로
무라타 가즈히로(일본어: 村田 一弘, 1969년 5월 12일 ~ )는 일본의 전 축구 선수이다.

## 구단 경력
미쓰비시 중공업 나가사키에서 활동했다. 1993년 재팬 풋볼 리그의 세레소 오사카로 이적했다. 1994년 재팬 풋볼 리그 우승으로 J1리그로 승격하였다. 1998년부터 2000년까지 오이타 트리니타에서 뛰었다. 2000년후 현역 은퇴.

## 지도자 경력
2020년 세레소 오사카 U-23의 감독으로 취임하였다.